# Jaflong

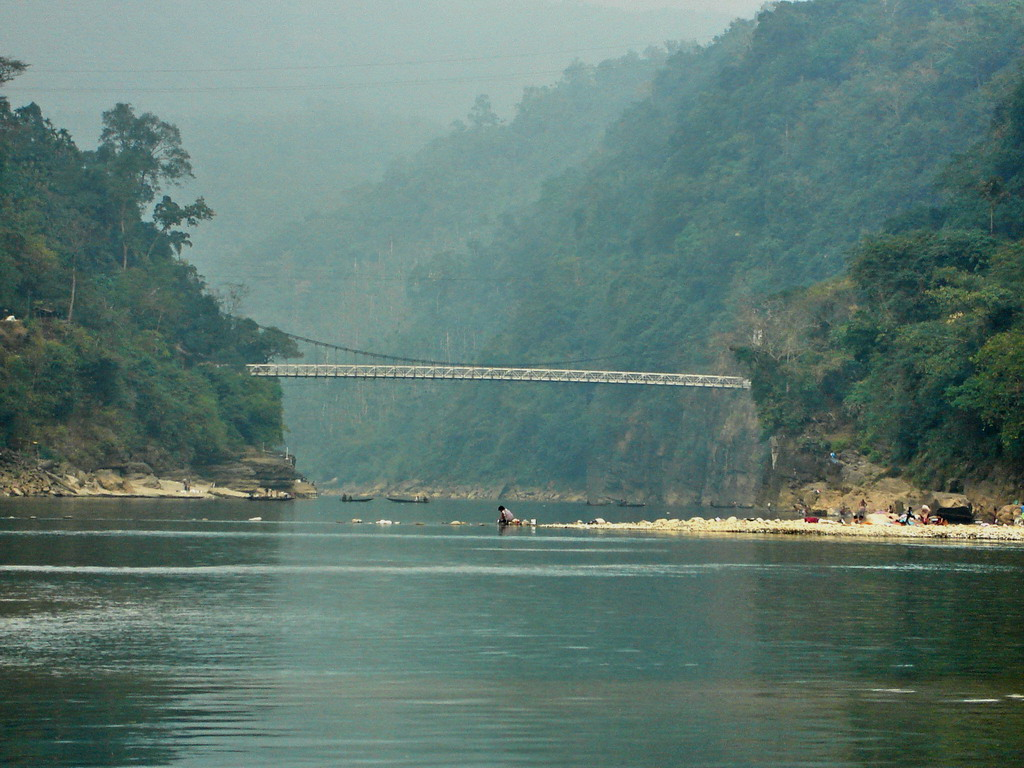
Sông Piyain, Jaflong, Sylhet

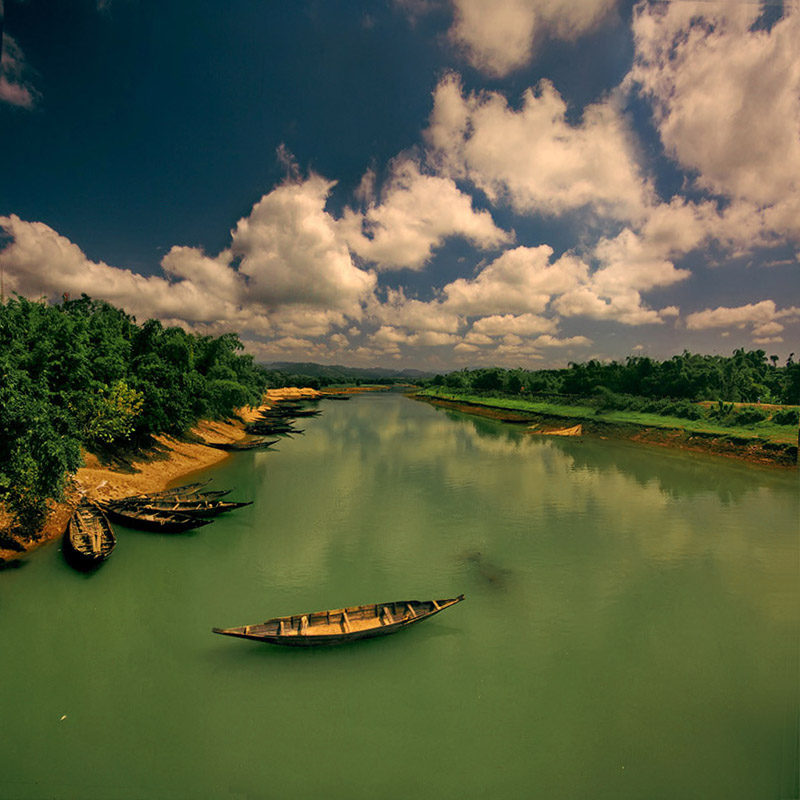
Jaflong thu hút khách du lịch vì môi trường tự nhiên

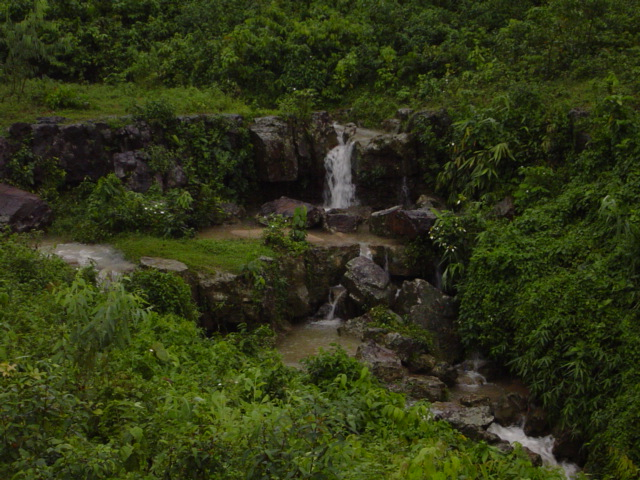
Thác Aakhta, Jaflong

Jaflong (Sylheti ꠎꠣꠚꠟꠋ) là một địa điểm trên đồi và điểm đến du lịch trong Phân khu Sylhet, Bangladesh. Nó nằm ở Gowainghat Upazila của quận Sylhet và nằm ở biên giới giữa Bangladesh và bang Meghalaya của Ấn Độ, bị che khuất bởi những ngọn núi và rừng mưa nhiệt đới. Jaflong được biết đến với bộ sưu tập đá và là quê hương của bộ tộc người Khasi.

## Địa lý

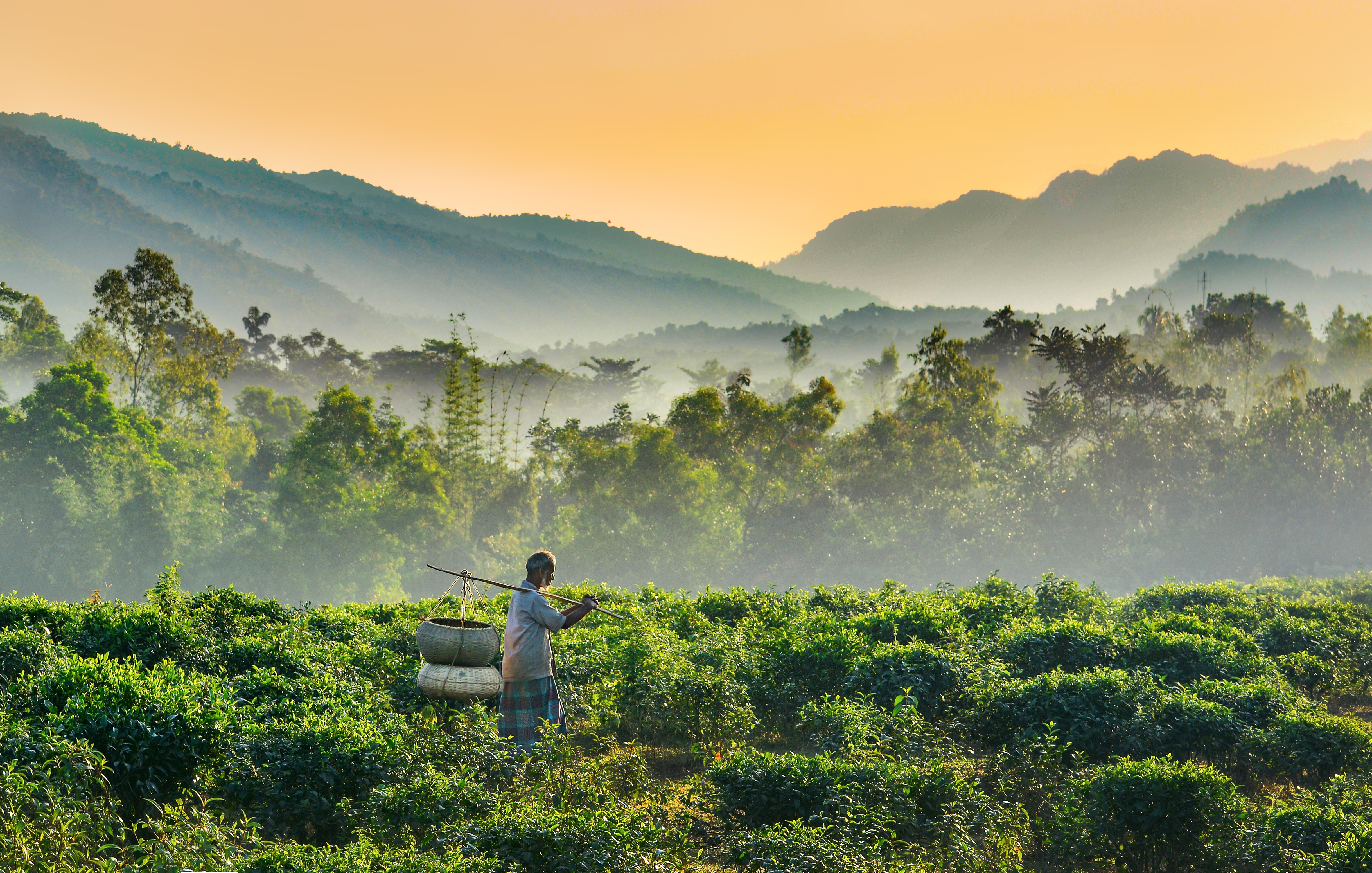
Vườn trà, Jaflong Sylhet

Jaflong là một điểm du lịch trong phân khu Sylhet. Nó cách thị trấn Sylhet khoảng 60 km và mất hai giờ lái xe để đến đó. Jaflong nằm giữa những vườn chè và đồi. Nó nằm bên cạnh dòng sông Sari trong lòng Hill Khashia. 

## Danh lam thắng cảnh
- Bộ sưu tập đá lăn
- Cuộc sống bộ lạc đầy màu sắc
- Khasia Rajbari (cung điện của nhà vua)

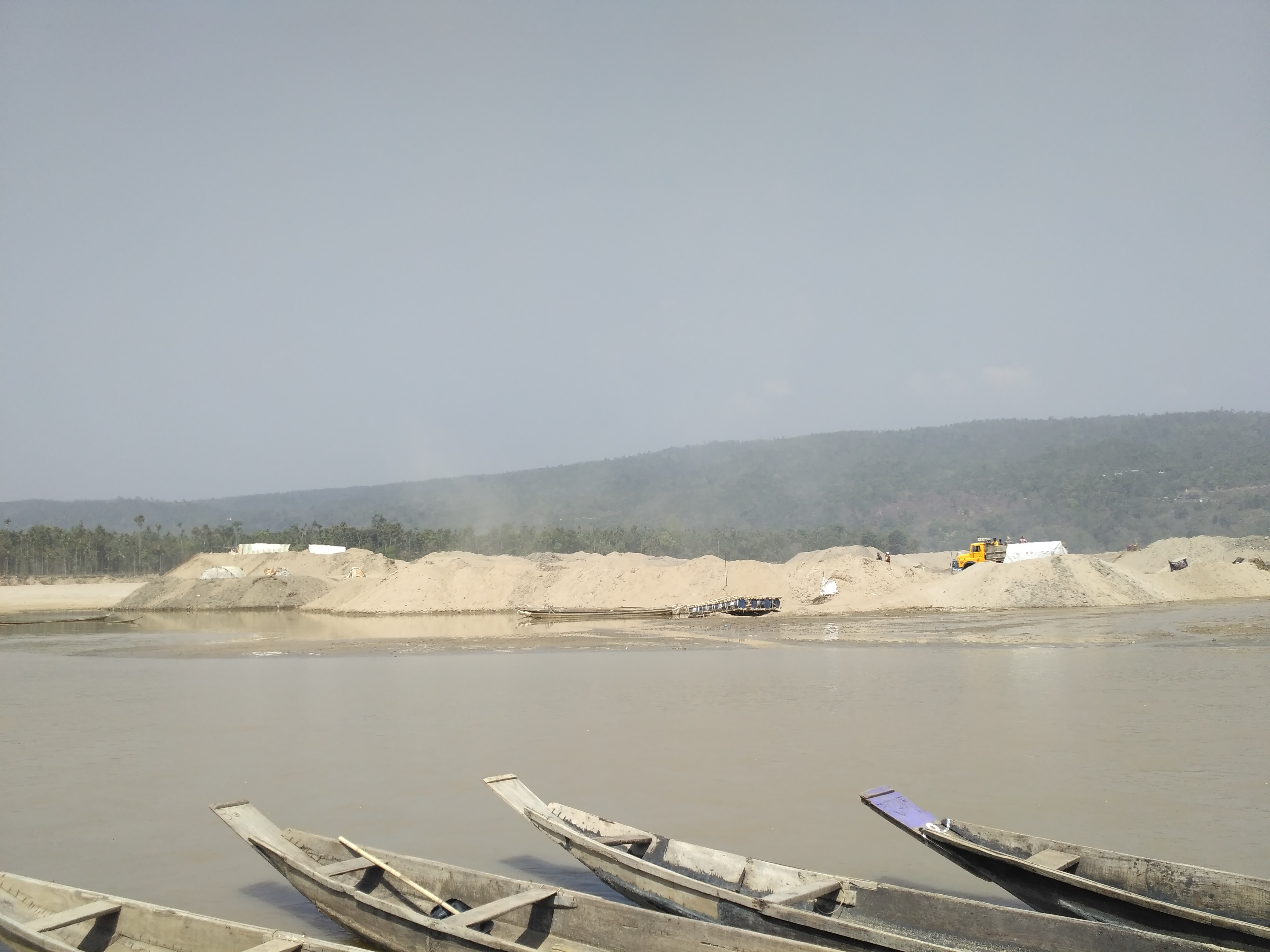
Quang cảnh sông ở Jaflong.

- Sông Dauki và Piyain [2][2]
- Vườn trà
- Vườn cam và mít
- Vườn trầu và cau
- Dauki Bazar

## Nghiền đá

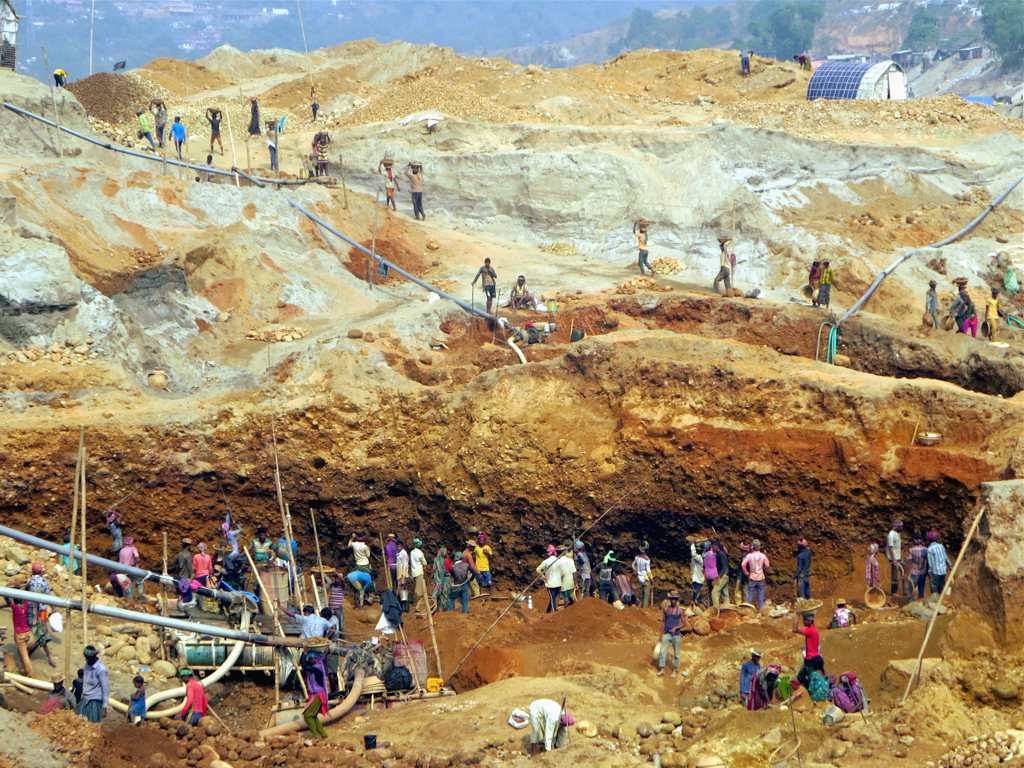
Khai thác đá từ lòng sông Goyain tại Jaflong

Những kẻ chiếm đất đã chiếm đất của chính phủ và  đất rừng và khai thác đá bằng cách phá những ngọn đồi nhỏ gây ô nhiễm môi trường của Jaflong. Họ cũng thành lập các nhà máy nghiền đá trên đất rừng mà không được chính phủ cho phép.

## Chương trình trồng rừng
Đầu năm 2005, Laskar Muqsudur Rahman, Phó giám đốc bảo tồn rừng, Phân khu rừng Sylhet, đã quan sát thấy Jaflong mà anh ta nghe thấy khi còn là 'lá phổi' của Greater Sylhet bị đe dọa do bị xâm lấn và thành lập các nhà máy nghiền đá trái phép. Ông đã có những sáng kiến để thu hồi đất và thành lập một công viên giải trí kiêm thực vật có tên là 'Công viên xanh Jaflong'. Viên đá nền tảng đầu tiên cho Công viên xanh theo chủ đề tại Jaflong được đặt bởi Laskar Muqsudur Rahman, Phó bảo vệ rừng vào năm 2005 với sự hợp tác của các nhân viên lâm nghiệp địa phương do Kiểm lâm Mohammad Ali lãnh đạo. Tuy nhiên, khi bắt đầu, đây là một nhiệm vụ đầy thách thức do xung đột cục bộ và các ràng buộc về thủ tục. Chương trình trồng rừng trong Công viên xanh Jaflong đã được bắt đầu dưới sự giám sát của các lực lượng chung, Quỹ Jaflong và Cục Lâm nghiệp. Họ đã cùng tham gia chương trình trồng rừng với khoảng 100 ha đất bị lấy. Theo chương trình trồng rừng, nhiều loại cây, bao gồm cả Akash-moni lai, đang được trồng trong công viên để duy trì cân bằng sinh thái.

## Sưu tập ảnh

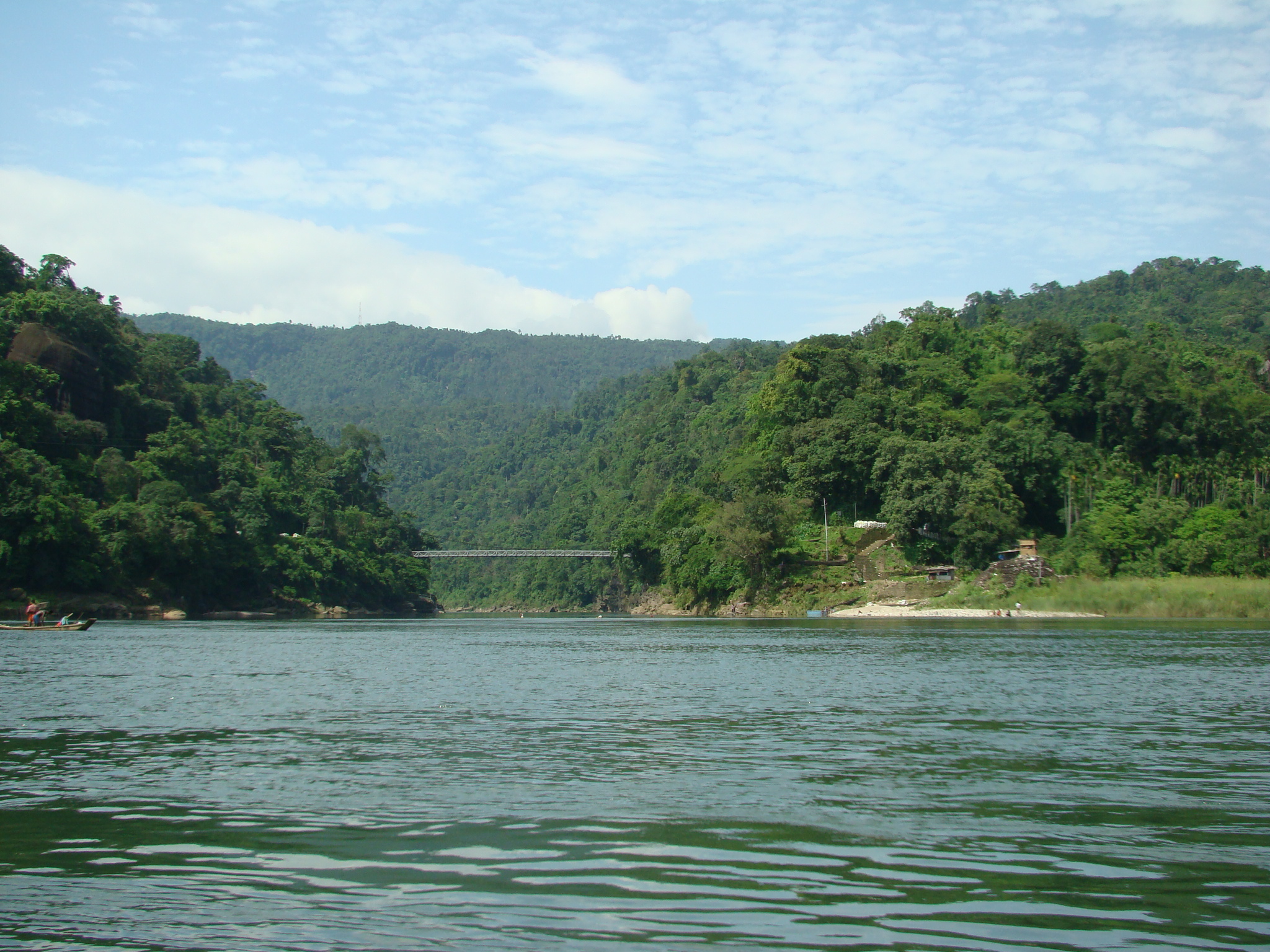
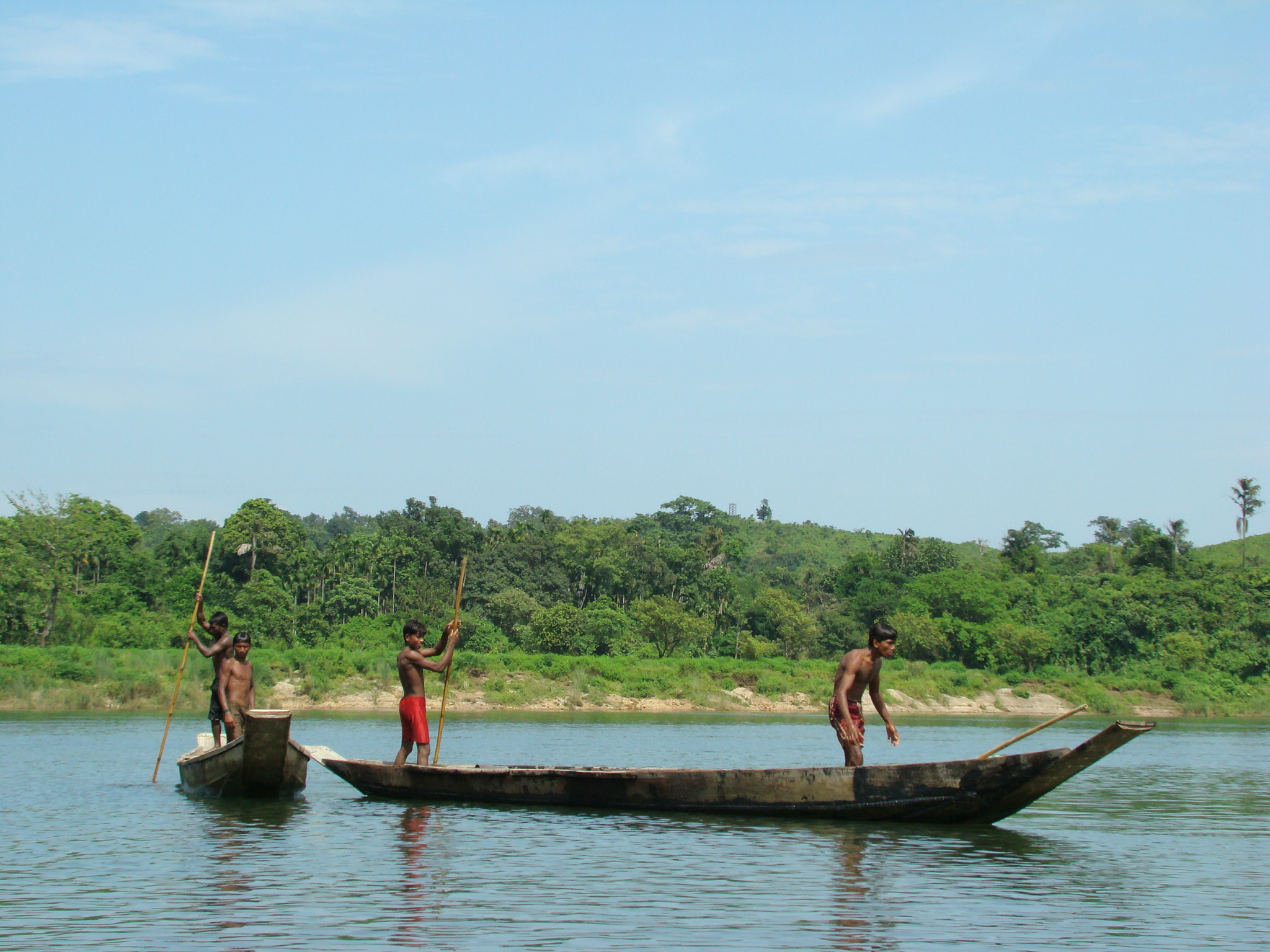
Boats
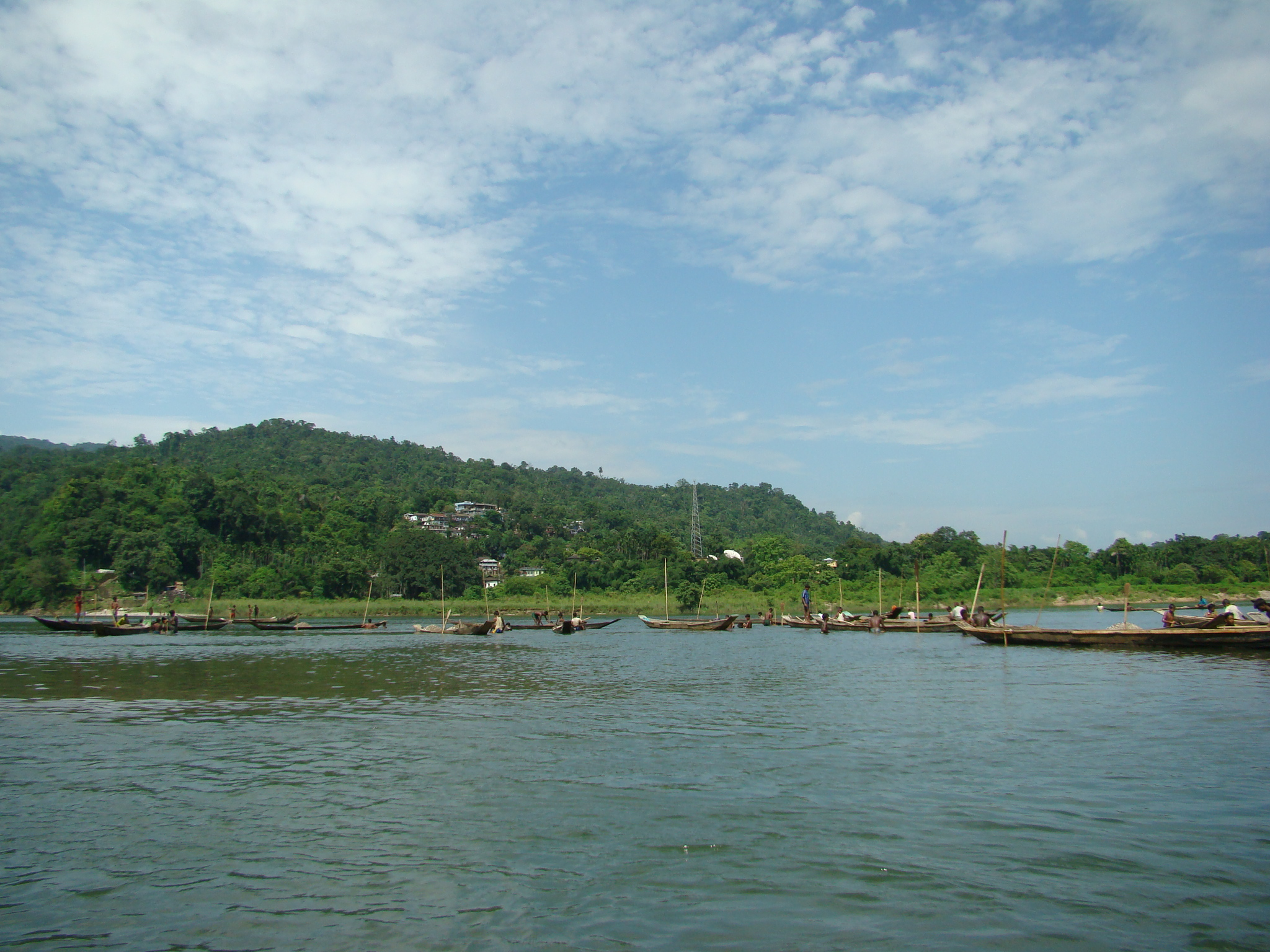
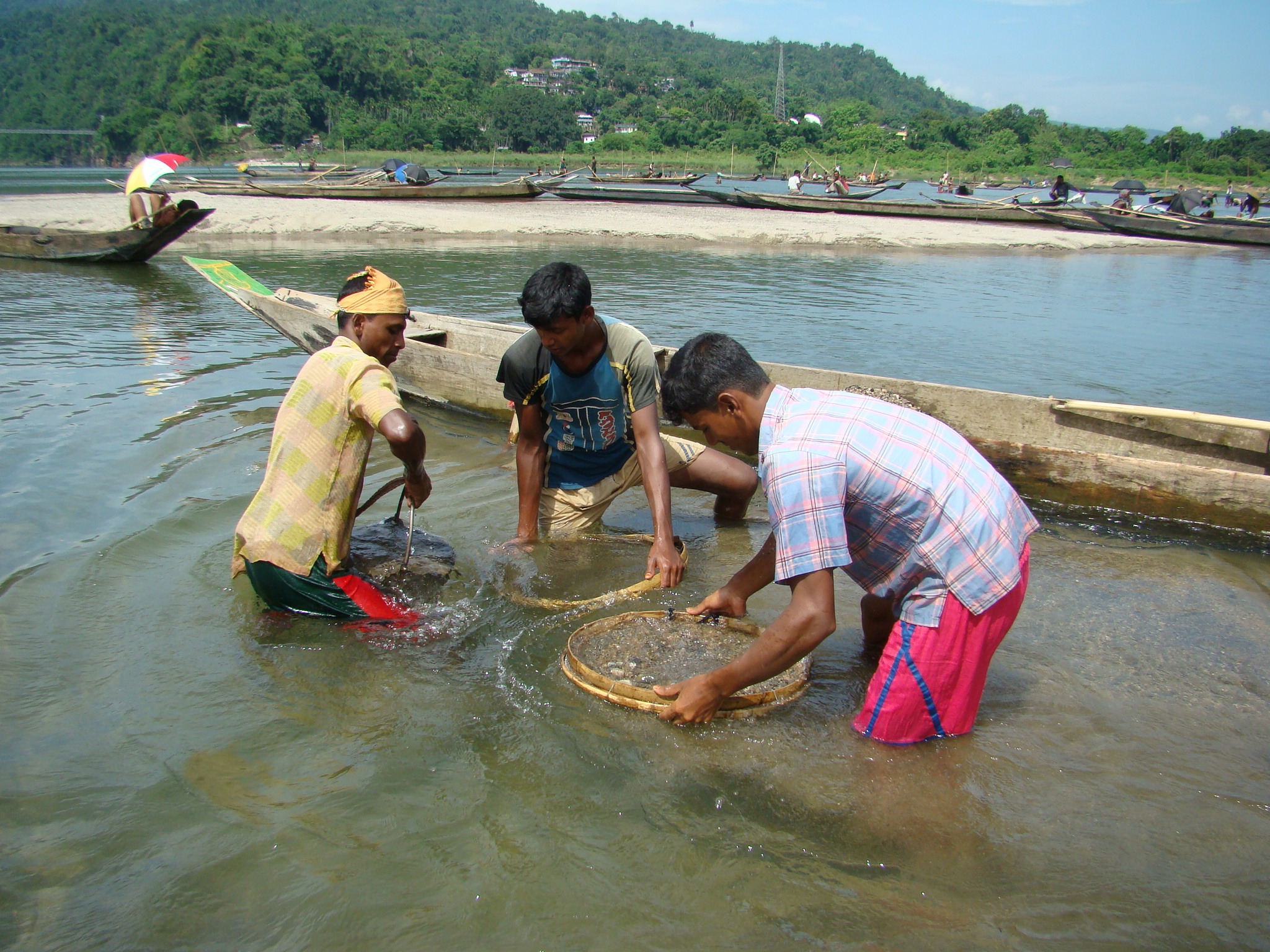
Stone Collecting
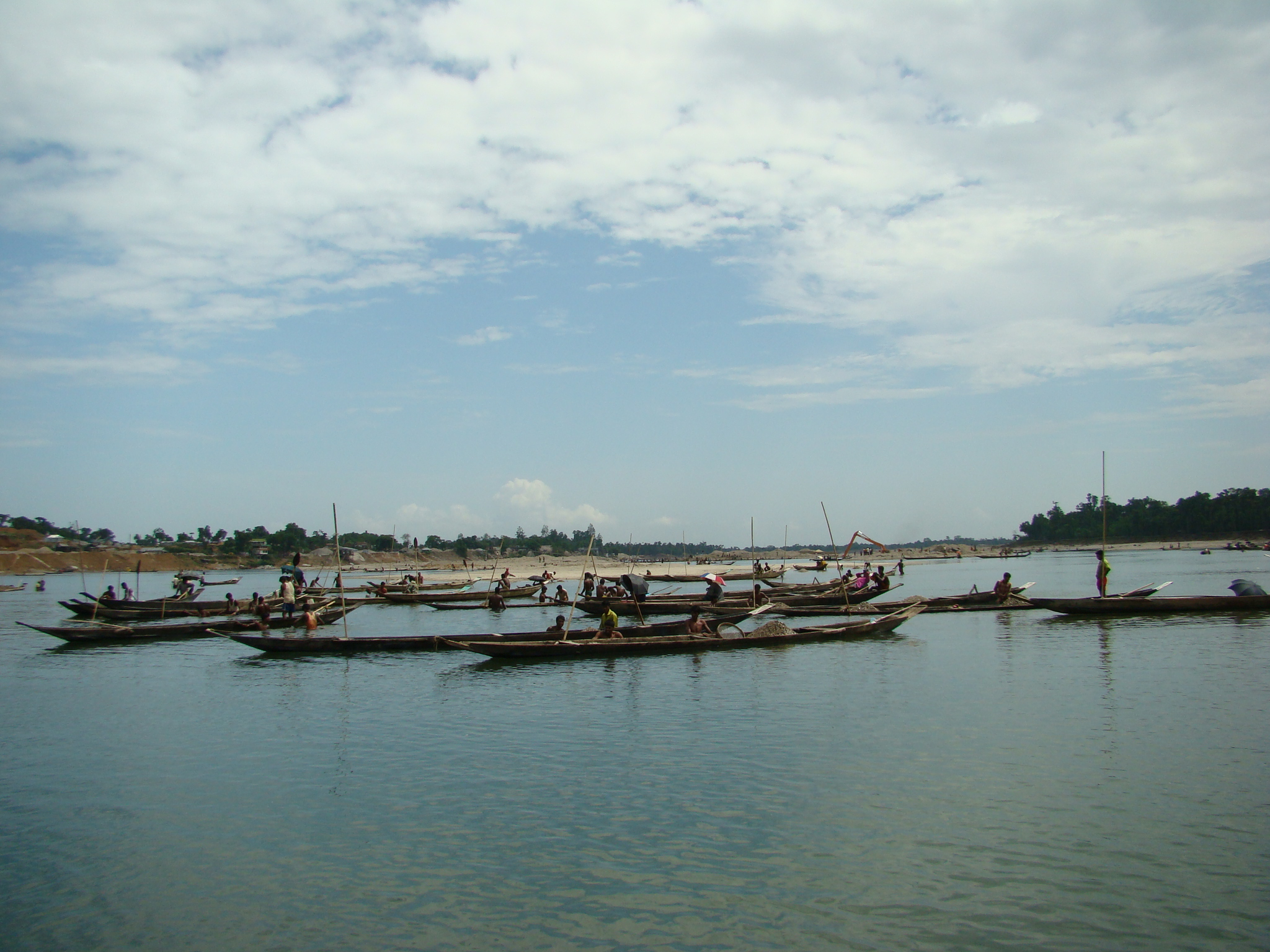
Boats
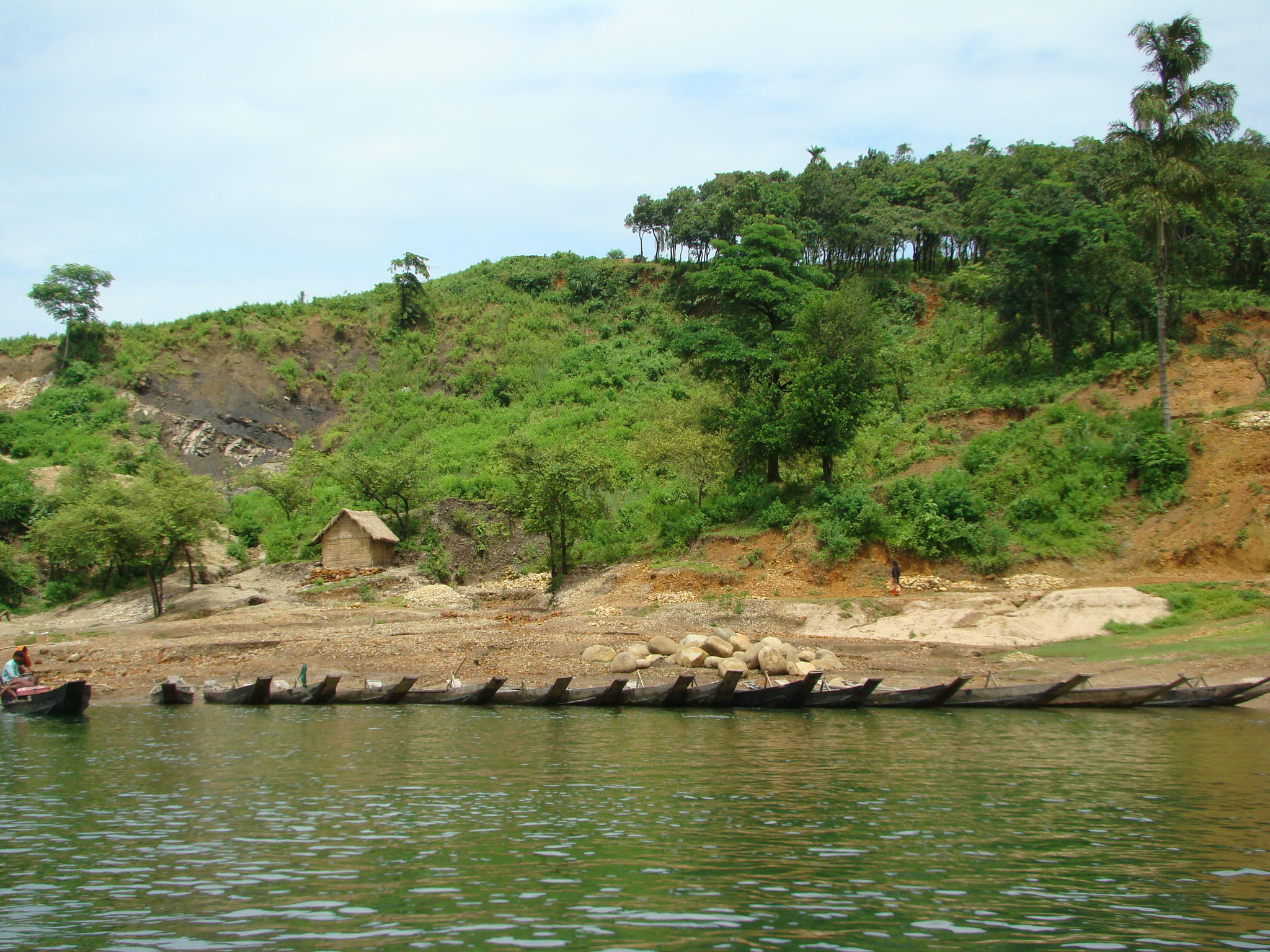
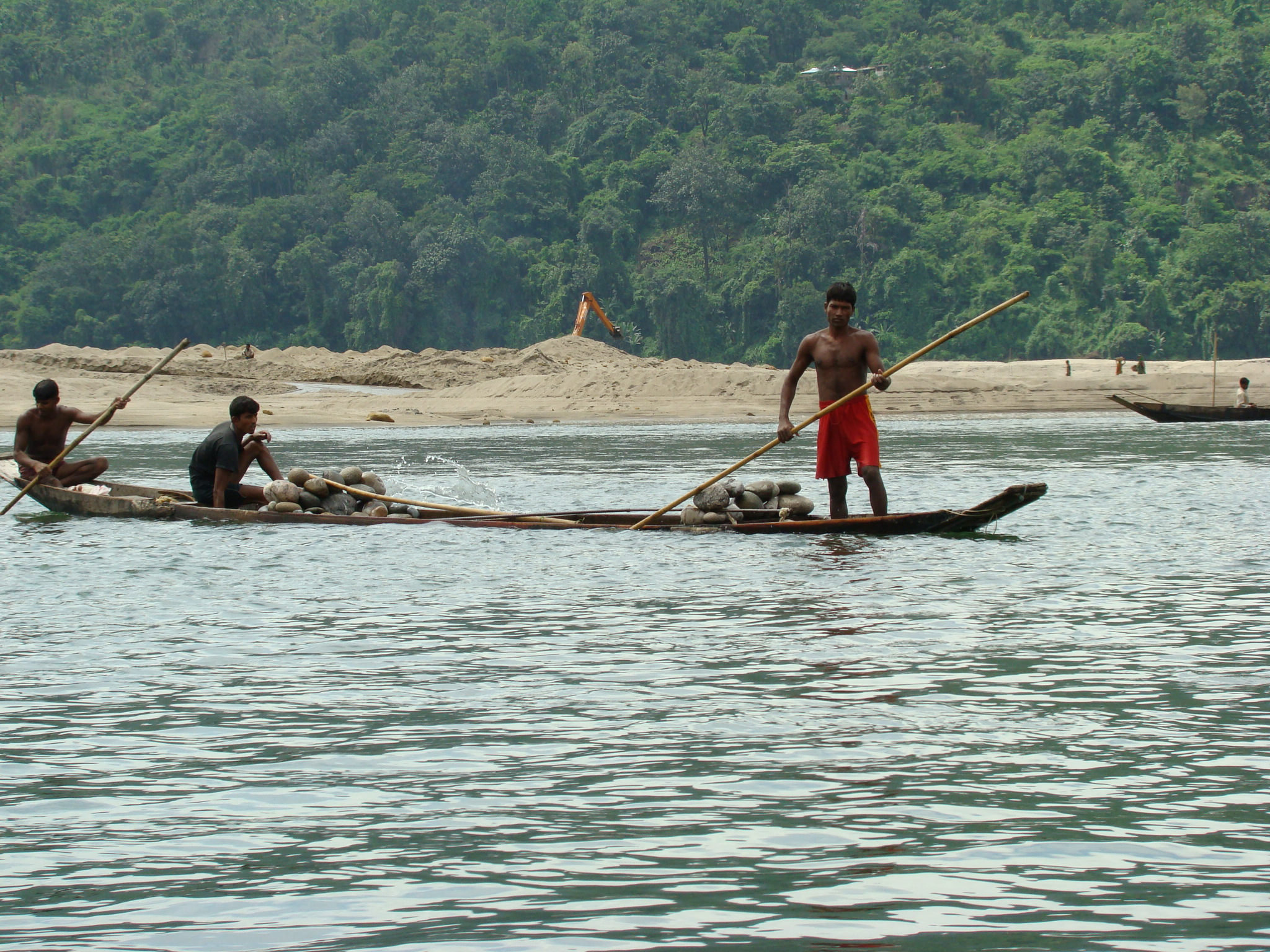
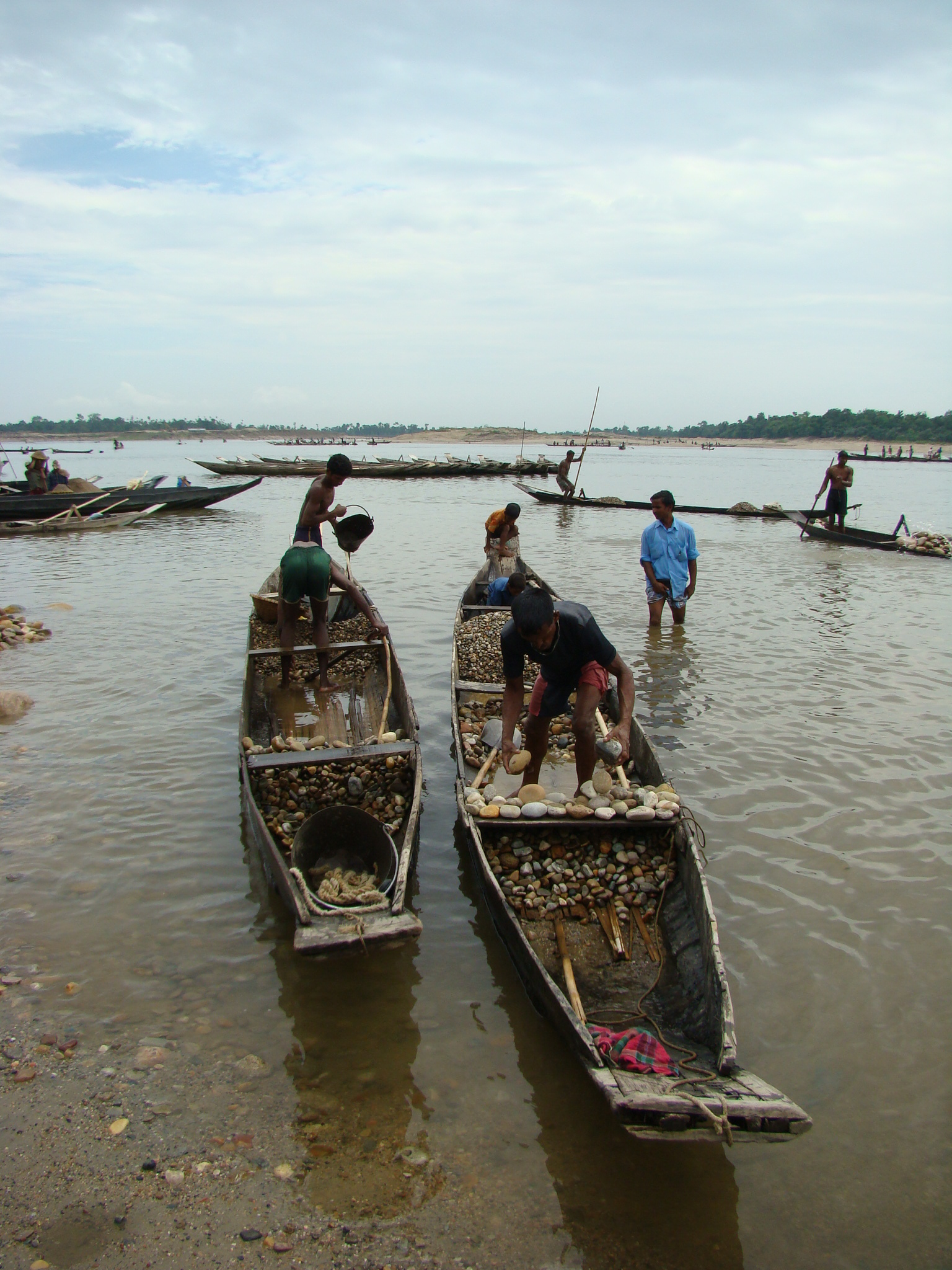
Boats
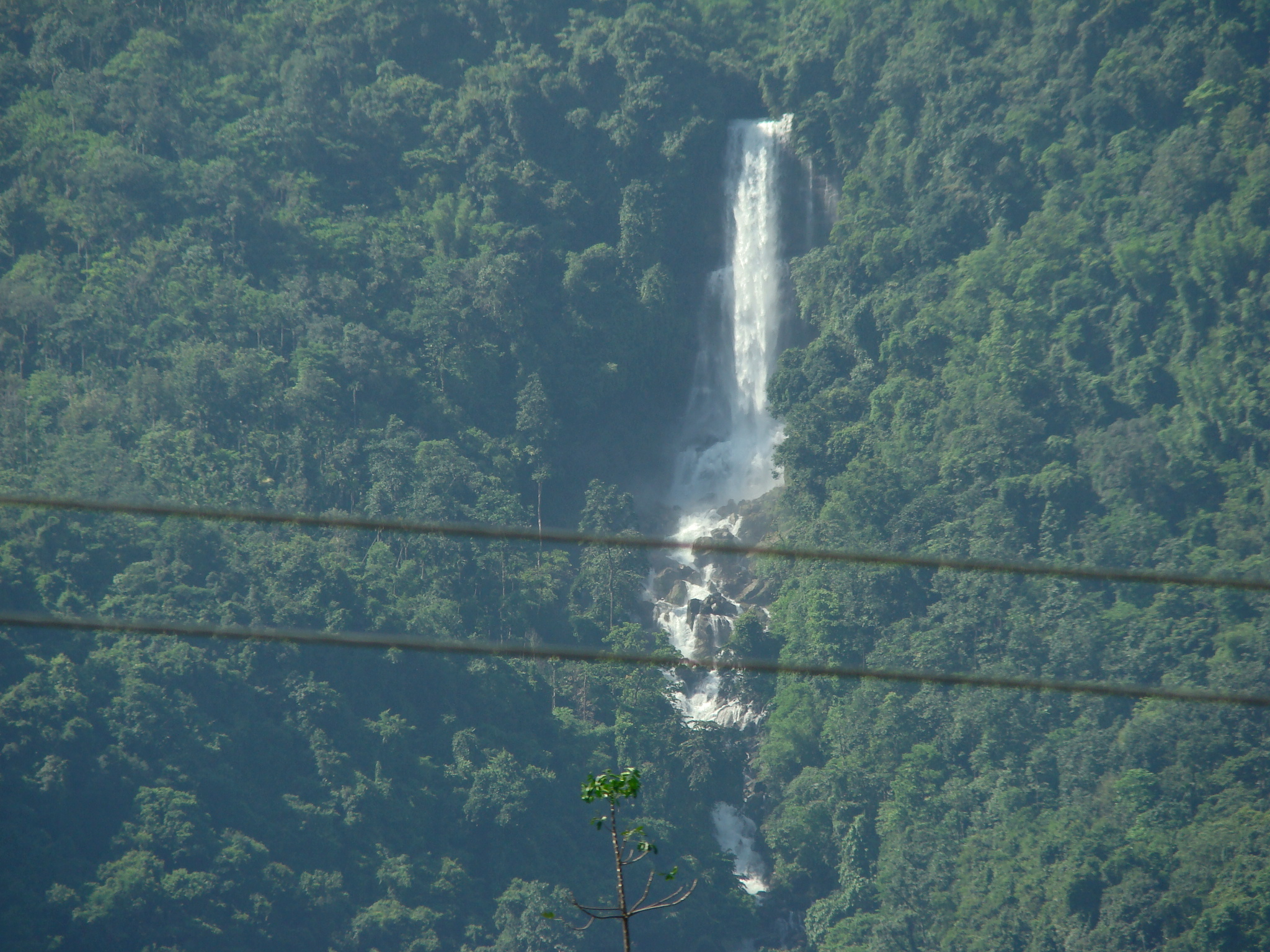
Spring on the way to Jaflong
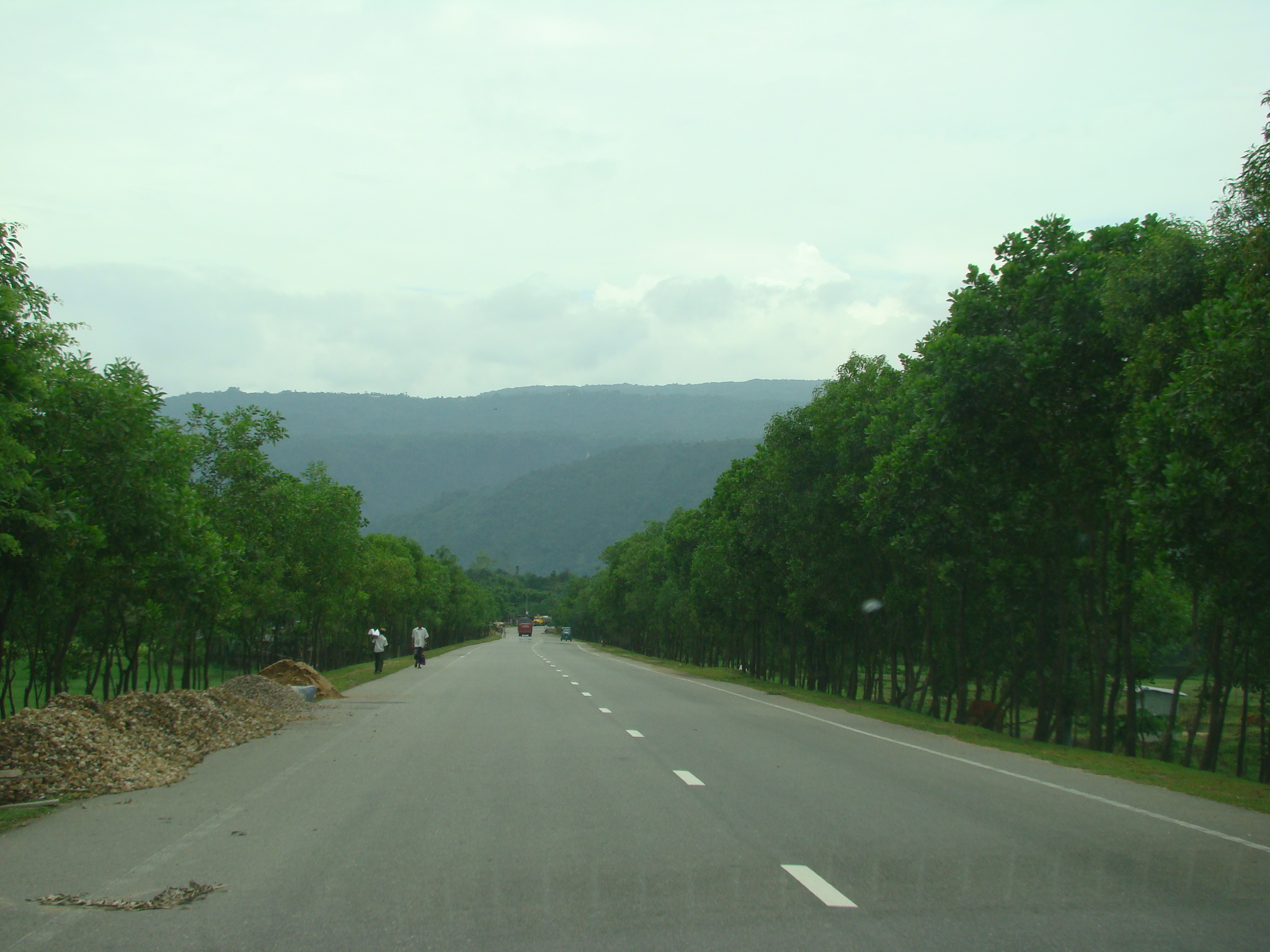
Way to Jaflong
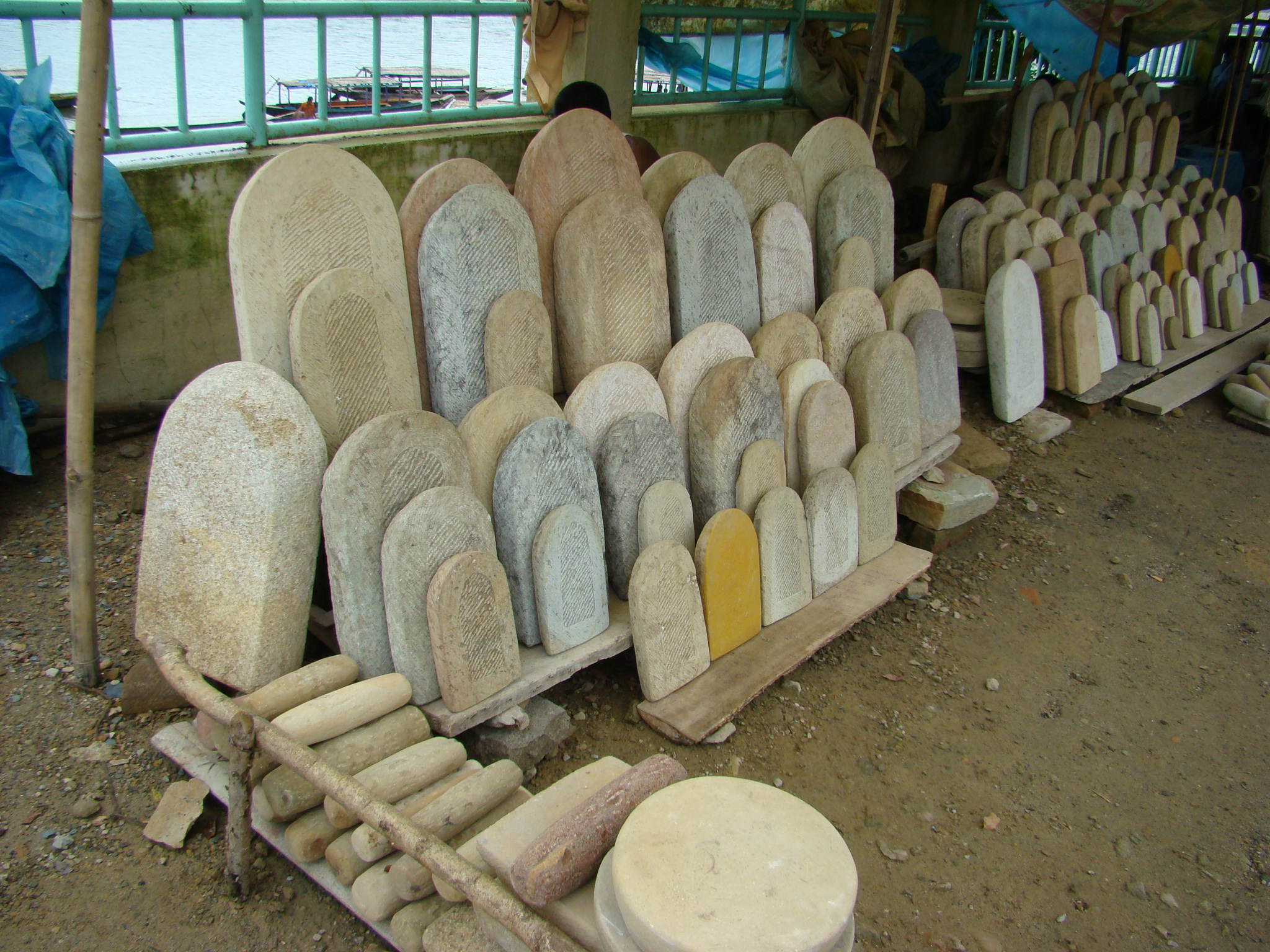
Quern stones for sale in Jafflong
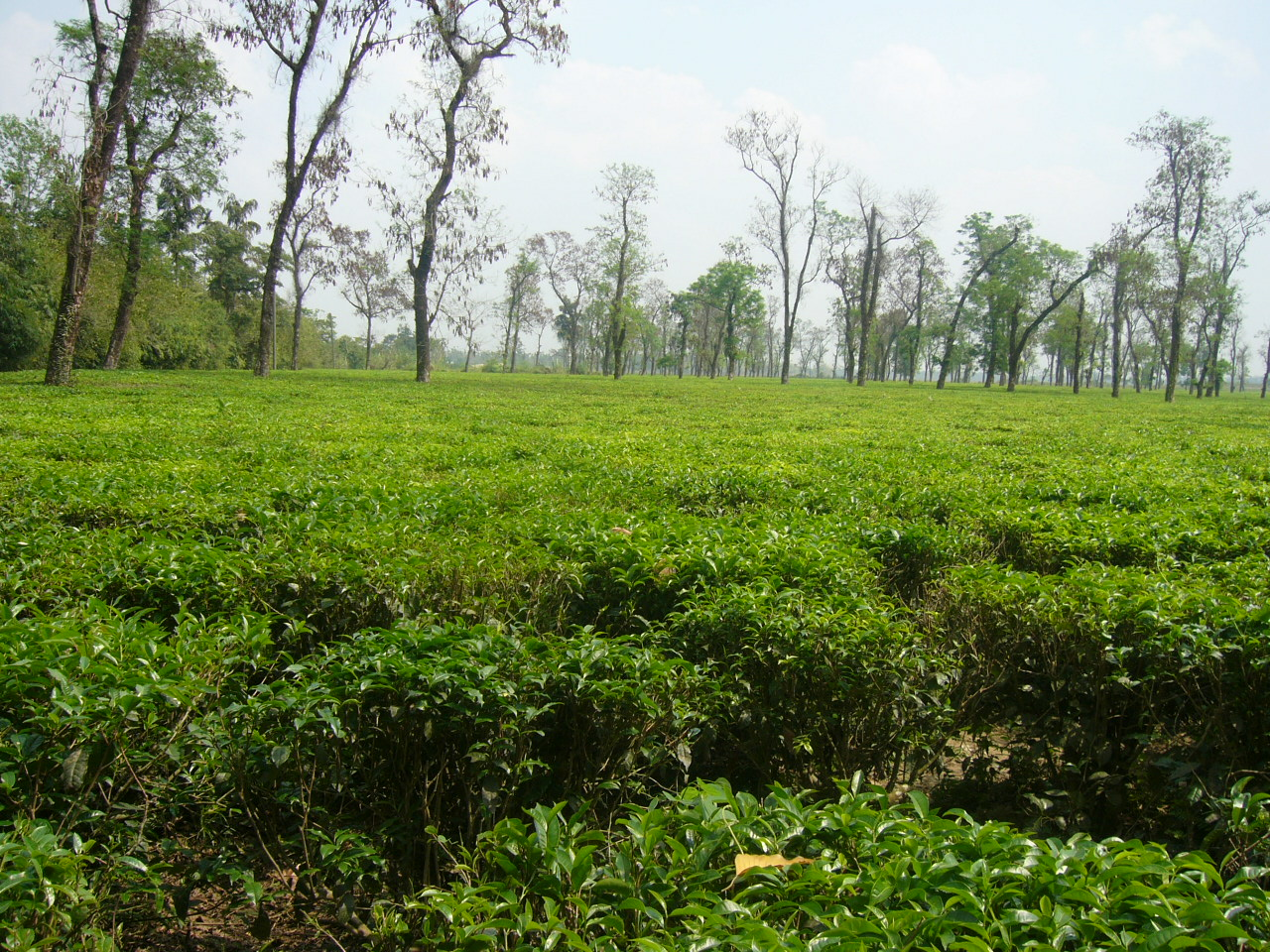
Tea Garden at Jaflong
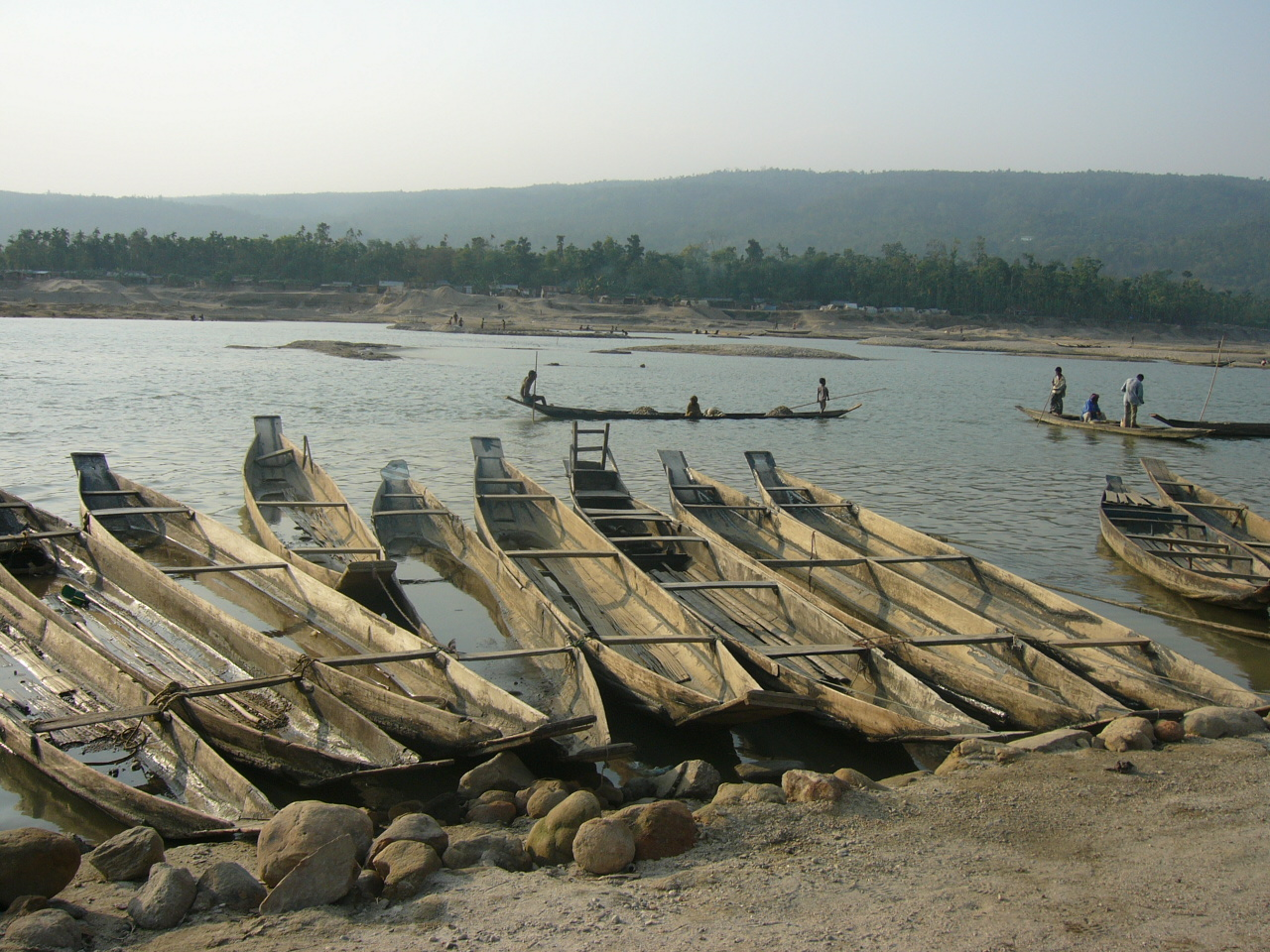
Boats
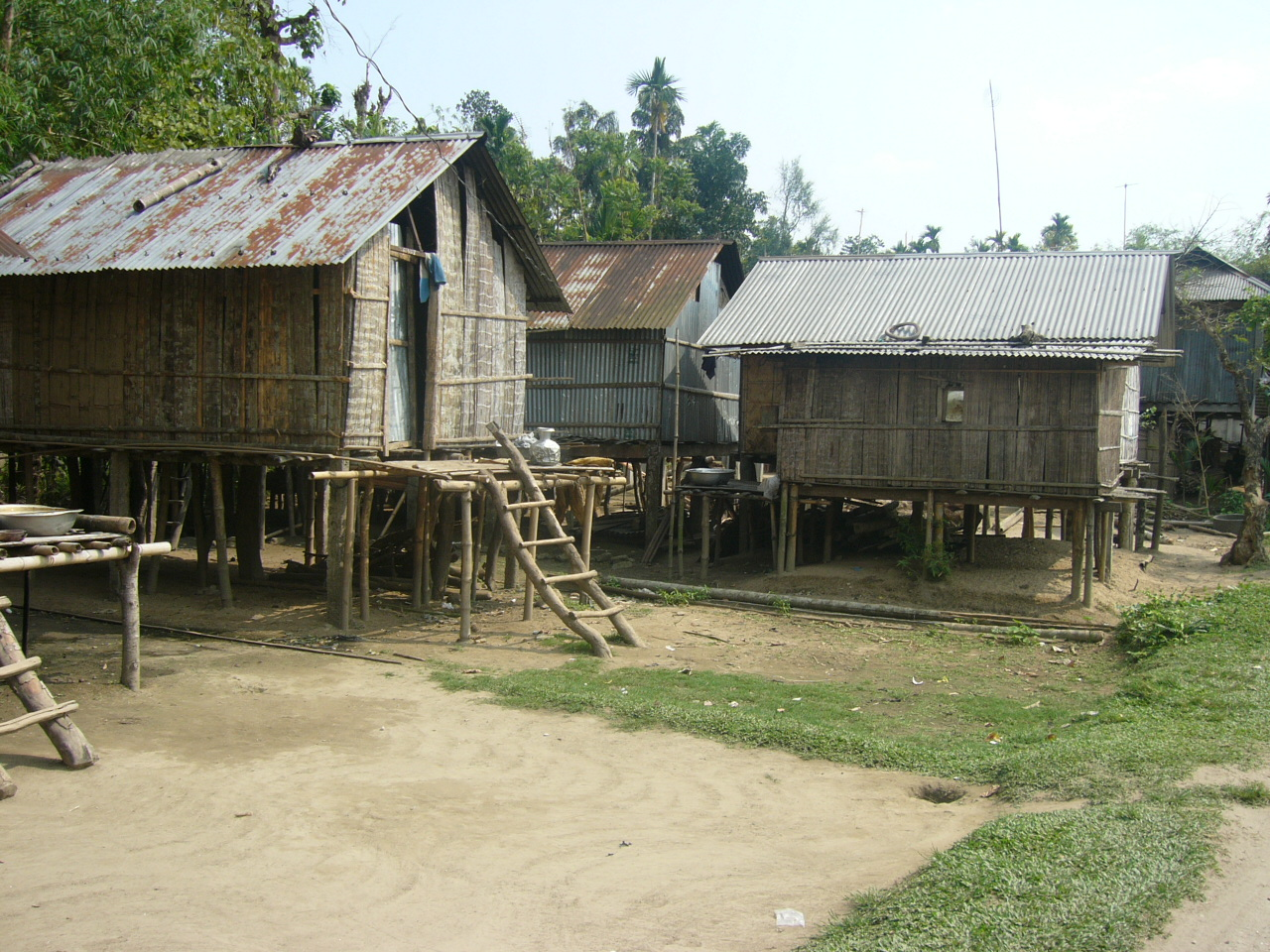
Houses of Khasia Tribe